# IJkgebouw
Het IJkgebouw is een gebouw in het Victoriepark te Alkmaar dat in 1877 is gebouwd als ijkkantoor voor de Dienst van het IJkwezen op de kade aan het Noordhollandsch Kanaal. Door de decennia heen heeft het gebouw voor verschillende functies dienstgedaan. Zo was het van 1980 tot 2009 het onderkomen van poppodium
Parkhof.

## Geschiedenis

### Van ijkgebouw tot school
In 1877 werd het gebouw als kantoor gebouwd voor het ijken van maten en gewichten. In 1909 werd er een handelsschool in het gebouw gevestigd, vanaf 1920 tot rond 1970 de school voor Buitengewoon Lager Onderwijs. In 1924 werd het gebouw verlengd in verband met de toename van leerlingen.

### Parkhof
Eind jaren 1970 werd het pand gekraakt, daarna voorzien van een podium, café, oefenruimte en zeefdrukkerij. Vanaf 1980 was het gebouw in gebruik genomen ten behoeve van poppodium "Parkhof" en de stichting "KOOK". Het werd een podium voor punkbands. In 1981 bracht Parkhof de verzamel-lp "Parkhof 11-4-81" uit, met daarop enkele bands die daar het eerste jaar optraden. Parkhof groeide uit tot een punk cultureel centrum van internationale allure. Er werden ook verzamelwerken op cassette uitgebracht en de Engelse band Ripcord bracht een livealbum uit met opnames van een optreden in Parkhof. Met het sluiten van het podium verdween ook het "Parkhof Open Air festival".

### Restaurant
Vanaf 2009 stond het ijkgebouw zes jaar leeg, het raakte in verval en graffitikunstenaars hadden vrij spel. In 2014 werden plannen goedgekeurd om het gebouw op initiatief van "Stichting Vrienden van Victorie" te restaureren, sinds 2016 is het gebouw in gebruik als restaurant dat werk biedt aan langdurig werkzoekenden. Op de hoofdingang is een graffitiwerk bewaard gebleven ter herinnering aan het Parkhof-tijdperk en de tegeltjes van de krakers.